# قلعة أمبيرد
قلعة امبيرد (الأرمينية: Ամբերդ) هي قلعة من القرن العاشر تقع على ارتفاع 2300 متر (7500 قدم) فوق مستوى سطح البحر ، على منحدرات جبل أراغات عند التقاء نهري أركاشين وأمبيرد في مقاطعة أراغاتسوتن بأرمينيا. يُترجم الاسم إلى "قلعة في الغيوم" باللغة الأرمينية. إنه أيضًا الاسم المنسوب بشكل غير صحيح إلى كنيسة فرامشين ، الكنيسة الأرمنية التي تعود إلى القرن الحادي عشر بالقرب من القلعة. تقع قرية بيوريكان على بعد 6.4 كيلومتر (4.0 ميل) من موقع قلعة امبيرد.

## التاريخ
بدأ الموقع كمستوطنة من العصر الحجري. خلال العصر البرونزي والفترات الأورارتية، تم بناء القلعة وقد عفا عليها الزمن الآن. تقول بعض المصادر إن أمبرد كانت مسكنا صيفيا للملوك. تم بناء قلعة أمبرد وبعض أقسام الجدران في القرن السابع كملكية لبيت النبيل كامساراكان.
بعد أربعة قرون، تم شراء القلعة والأراضي المحيطة بها من قبل بيت بهلافوني وأعاد الأمير فاهرام بهلافوني بناؤها، كما هو مسجل في مخطوطات غريغور ماجيستروس باهلافوني. بنى فاهرام كنيسة سورب أستفاتساتسين في عام 1026، وحصن المجمع بجدران حجرية أكثر سمكا، وأضاف ثلاثة معاقل على طول سلسلة جبال وادي أرخشن. على الرغم من كونه غير معتاد بالنسبة للمنشآت العسكرية، فقد تم بناء غرف استحمام في نفس الفترة وبقي على حاله إلى حد ما إلى جانب نظام إمدادات المياه.
تم غزو أمبرد في سبعينيات القرن التاسع عشر من قبل الأتراك السلاجقة الذين حولوها إلى قاعدة عسكرية. في عام 1197، حرر الجيش المشترك من الأرمن والجورجيين بقيادة الجنرال زكر زكريا القلعة. تحت سيطرة زكريا خلال القرنين الثاني عشر والثالث عشر، تم تعزيز الجدران هيكليا وتم تجديد القلعة والمباني الخارجية.
اشترى النبيل فاشيه فاشوتيان امبيرد في عام 1215 ، جاعلًا منها موقعًا دفاعيًا رئيسيًا في المنطقة. في غضون فترة قصيرة من الزمن ، استولى المغول على القلعة ودمروها في عام 1236. وظل الموقع مهجورًا ولم يمس حتى القرن العشرين ، عندما بدأت عمليات إعادة الإعمار والحفريات الأثرية.

## الهندسة المعمارية

### القلعة
تتألف أطلال قلعة أمبرد من مساحة 1500 متر مربع (16000 قدم مربع). جدرانه مبنية من كتل البازلت المحفورة تقريبًا والمثبتة في مكانها بقذائف الهاون. تميل جدران البرج الى تسهيل إطلاق النار على الغزاة أدناه. يتكون الجزء الداخلي  القلعة من ثلاثة طوابق ، يفصل كل طابق عن الآخر ألواح خشبية مثبتة على جذوع الأشجار. كانت هناك خمس غرف في الطابق الأول والثاني ، كل واحدة مرتبة على التوالي حيث يمكن دخول كل غرفة من الغرفة السابقة. تم فصل المدخل غير المنتظم عن الغرف الثلاث الداخلية بجدار داخلي.
في الطابق الثالث كانت هناك مناطق الاستقبال والغرف الخاصة لسكانها الملكيين. ومن المُرجح أن التكوين الهيكلي لم يتغير منذ بنائه لأول مرة في القرن العاشر. بينت الحفريات أن الجزء الداخلي من القلعة والغرف كان فخمًا تمامًا مع زخارف منحوتة بأناقة في الغرف ومصابيح الزيت وحاملات البخور والجدران المزينة بالحرير والديباج والزخارف البرونزية والذهبية والفضية.

### إمدادات المياه
في أمبرد، كان الإمداد المستمرة بالمياه أمرا حاسمة لسكانها. كان الجسر الرئيسي للقلعة عبارة عن خط أنابيب من الطين الذي تم وضعه على بعد 4 إلى 5 كيلومترات (2.5 إلى 3.1 ميل) من القلعة إلى الخزانات المسدودة التي جمعت مصادر مياه الينابيع من المرتفعات العالية وذوبان الثلوج. في حالة تعرض القلعة للهجوم، من المحتمل أن يتم تدمير خط الأنابيب. لذلك، هناك حاجة الى مصدر مياه آخر أكثر سرية لضمان التدفق المستمر للمياه إلى سكانها لمنعهم من الموت من العطش. يؤدي ممر مغطى أدى من التحصينات على طول مسار حاد ينزل إلى أسفل شق في الصخور إلى نهر أركاشين بمثل هذه المهمة.

### غرف الاستحمام
تم بناء غرف الاستحمام العامة جنوب القلعة بين القرنين العاشر والحادي عشر. لا تزال غرف الاستحمام المزدوجة التي تحتوي كل منها على قبة واحدة سليمة إلى حد ما. في زمن من الأزمنة كانت تستخدم تسخين ما تحت المحرقة كما نشأت في العصر الروماني، لتدفئة الأرضيات. تم تسخين الأنابيب التي تمر عبر أرضيات وجدران الهيكل بنيران تحت الأرض، مما أجبر الحرارة بعد ذلك ان تصل جميع أنحاء غرف الاستحمام. زودت الأنابيب المعدنية غرف الاستحمام بالماء الساخن.

## تاريخ أمبيرد بشكل تسلسلي موجز
- 900-920 بعد الميلاد - احتل العرب ، خلال إحدى غزواتهم الدورية ، مدينة بيوراكان ، على بعد 6 أو 7 كيلومترات من أمبرد ، لكن المؤرخ هوفانيس دراسخاناكيرتسي لم يذكر شيئًا عن أمبرد في روايته للحدث. لم يذكرها أي مؤرخ أرمني آخر حتى عام 1000 على الأقل.
- 900-1000 - بدأ أشوت الثاني يركات باغراتوني في تحرير البلاد من العرب، وانتصر على الحصون القديمة، واستعادتها وبناء قلاع جديدة إضافية لإكمال نظام الدفاع في البلاد. ان الندرة المتزايدة للجنود والجيوش المنظمة، تجعل سلسلة من المعاقل المحصنة لا غنى عنها.
- 900-1100 - في أعقاب هذه الإنشاءات الجديدة، التي أنهتها سلالة باغراتوني، منشئو نظام الدفاع إلى الشرق، ينسب التقاليد الشعبية بناء أمبرد إلى الملك، أشوت الثاني يركات: بطل قومي. خلال الفترة الطويلة من 900-1100، تم تنفيذ أعمال لاستعادة المدخل الشرقي لأمبرد وتحصينه بالكامل، حيث كان في السابق مجرد مسكن صيفي غير محصن.
- 1020 - مات جاجيك الأول باغراتوني وقسم مملكته بين أبنائه الثلاثة: هوفانيس سمبات وأباس وأشوت. تلقى المولود الأول هوفانيس-سمبات تاج العاني ، وحازة على سهل أرارات ، وكل منطقة شيراك ، وأمبرد.
- 1026 - أعطيت سلالة بهلافوني لأهم عائلة نبيلة في بلاط ملوك باغراتوني امبيرد . من واجبهم تقديم الالتزامات العسكرية اللازمة للدفاع عن البلاد. افتتح فهرام بهلافوني كنيسة القلعة في هذه السنوات ، كما يشهد النقش على واجهتها. من هذا التاريخ فصاعدًا ، أصبحت امبيرد أهم مركز في النظام الدفاعي لمنطقة شيريك ومملكة آني.
- 1040 - في هذا الوقت تقريبًا ، أعاد فهرام بهلافوني  بناء أسوار القلعة التي ظلت في يديه حتى وفاته.
- 1040-1050 - قبل وفاة فهرام بهلافوني ، زار سارجيس فاردابت غريغور ماجيستروس بهلافوني الموجود في أمبرد في مهمة للملك ، جاجيك الثاني
- 1045 - حدث في القسطنطينية حدث له عواقب مهمة لأرمينيا. دعا الإمبراطور البيزنطي قسطنطين التاسع مونوماتش الملك جاجيك الثاني وأجبره على تسليم مدينة آني.
- 1045 - سقط فهرام بهلافوني وابنه غريغور في معركة عند سفح دفين.
- 1050 - استولى كاتاكلون كيكومينوس والجنرال قسطنطين على حصون تابعة لجاجيك الثاني ، والتي استولى عليها الأمير شدادان ، في إحدى الغارات التركية العديدة. الحصون هي: صورب ماري (سورمير أو سورمالو) ، أمبير (أمبيرد) ، سورب غريغور (ربما بالقرب من باربي) وخليدونيون (تسيتسيرناكابيرد).
- 1064 - تم تدمير قلعة أمبرد جزئيًا وإعادة احتلالها مع مقاطعات أيرارات ولوري وسيونيك من قبل الملك السلجوقي ألب أرسلان ، خلال الغزو الرابع لأرمينيا.
- 1196 - حرر الأخوان إيفان وزاكار أمبرد ومدن آني وبجني وماراند وتبريز من هيمنة السلاجقة: نقش في دير هاغارتسين يحيي ذكرى الحدث. بعد هذه الحوادث ، تم نقل رؤيةرئيس الأساقفة في المنطقة من بيوراكان إلى أمبرد التي توفر نظاما دفاعي أفضل.
- 1100-1200 خلال القرن بأكمله ، قامت عائلة زكريان ، محررو المنطقة ، بترميم واستكمال القلعة.
- 1200 - التحرر البطولي لأمبرد بواسطة زاكار سيباهسالار ، جنرال الجيوش الجورجية والأرمنية ، يحيي ذكرى خاشكار في كنيسة نوراشين في إيراكلو
- 1215 - أحد أهم المحاربين ، فاش ، ووالد الأمير كرد فاتشوتيان ، اشترى قلعة امبيرد من إيفان زكريا. تم الاحتفال بالحدث من خلال نقش في دير ساغموسافانك. في وقت لاحق تم ترشيح الأمير فاش ، ابن فاش فاشوتيان حاكمًا لمقاطعة أراغاتسوتن وأمبرد من قبل زاكار سيباهسالار.
- 1236 - غزا المغول القلعة وهدمت تقريبًا.
- 1250-1300 - حكم المنطقة أبناء الأمير كرد ودافيت وفاش وطاير وحسن خلال هذه الفترة. أعاد الفاشوتيون بناء القلعة وجعلوها مقر اقامة عائلة فاتشوتيان، في حين تواجد السلطات الدينية في دير هوفهانافانك.
- 1254 - لم ينجح أمراء فاتشوتيان ، المحميون جيدًا بنظامهم الدفاعي الخاص ، في البقاء مستقلين أثناء الاحتلال المنغولي فحسب ، بل نفذوا أيضًا سياسة مستقلة من الصداقة والولاءات. في عام 1254 ، توقف ملك هيثوم الأرمني في أمبرد كضيف على كردي الثاني فاشوتيان في طريقه إلى بلاط الخان المنغولي لتوقيع اتفاقية تحالف معه.
- 1335 - تصف مخطوطة المشروع البطولي للأمير كرد ، ابن طير وحفيد الأكراد ، الذي كان بمثابة حصن ضد غزوات العدو ونجح في جعل المنطقة تزدهر بسلام.
- 1338 - في نقش في كل من كنيسة كاربي ودير هوفهانافانك ، تم إحياء ذكرى ثيودوروس شركين ، نجل الأمير كرد.
- 1300-1350 - لا تتحدث المخطوطات ولا النقوش عن عائلة فاتشوتيان ، التي يبدو أنها اختفت من أجهزة الاستدعاء في التاريخ. القلعة مهجورة وسقطت في خراب تدريجي على الرغم من أنها في حالة الخطر لا تزال ملجأ دوريًا لسكان السهل.
- 1600-1700 - انتقلت المنطقة منذ فترة طويلة من العثمانيين إلى الفرس. ومع ذلك ، يشير اقتباس من تلك الفترة إلى أن دافيت كاناكيرتسي قد عين حاكم مقاطعات كوت وأمبرد من قبل الحاكم الفارسي يريفان ، أميركيون.[7]

## التسلسل الزمني لتنقيب امبيرد
- 1936 - بدأت أعمال التنقيب بمشاركة خبراء من متحف هيرميتاج وأكاديمية العلوم في أرمينيا السوفيتية ، ومديرها جوزيف أوربيلي. أثناء الحفريات حول القلعة والحمامات والممر السري والكنيسة ، تم اكتشاف غرف متصلة بالحمامات ، والمدخل الرئيسي مع درج يؤدي إلى القلعة ، وخزان مياه يقع بين الجدران ، وكذلك الأسوار الخارجية للقلعة.
- 1963 - المسح الثاني برعاية المعهد الأثري والإثنوغرافي لأرمينيا السوفيتية تحت إشراف توكارسي. تم العثور على الجزء العلوي من القلعة وأسس المنازل وورش العمل وغرف الخدمة. علاوة على ذلك ، تم الكشف عن أجزاء من الجدار تعود إلى عهد باغراتوني وفترة زكاريان المتتالية على طول الجدار الخارجي المحصن. اقترح توكارسكي أن بعض أجزاء القلعة وجدرانها قد شيدتها عائلة كامساراكان في القرن السابع.
- 1964 - استمرت التنقيبات في المعهد الأثري والإثنوغرافي لأرمينيا السوفيتية تحت إشراف S.V. هاروتيونيان على الجانب الجنوبي حيث من المأمول أن العثورعلى  جدرانًا من العصر الأورارتي.
- 1965 - بدأت أعمال التنقيب مرة أخرى واستمرت حتى عام 1968. تم الكشف عن الجزء الشمالي من الكنيسة وأساس المباني من فترة باغراتوني ، ومبنى من الجص يقع على بعد 100 متر شمال الكنيسة.
- 1966 - تم الانتهاء من تنظيف الأراضي المحيطة بالكنيسة.
- 1968 - تم اكتشاف أقدم مدخل للقلعة شمال الكنيسة. يوجد على جنوبها أجزاء من جدار القلعة مع مبانيها المتصلة. تم اكتشاف العديد من الآثار الأثرية.[7]

## روابط خارجية
- Ambderd
- Armeniapedia.org: Amberd Fortress
- AmberdDesign.com: Amberd Fortress
- Armenica.org: Amberd Fortress